# Hugo Erfurth
Hugo Erfurth, nemški fotograf, * 14. oktober 1874, Halle an der Saale, † 14. februar 1948, Gaienhofen.
Erfurth je bil pomemben nemški fotograf v prvi polovici 20. stoletja. Predvsem je bil znan po portretni fotografiji. Njegove najbolj poznana dela so fotografske upodobitve Käthe Kollwitz, Otta Dixa, Gerharta Hauptmanna, Oskarja Kokoschke in drugih. Hugo Erfurth je eden izmed ustanoviteljev Društva nemških fotografov, najstarejše organizacije fotografov v Nemčiji.
Pod pokroviteljstvom mesta Leverkusna in sponzorstvom v tem mestu delujoče firme Agfa (izdelovalke fotografskih filmov), je bila ustanovljena institucija, ki podeljuje mednarodno »Erfurthovo« nagrado za fotografijo.